# Lista negra do PT

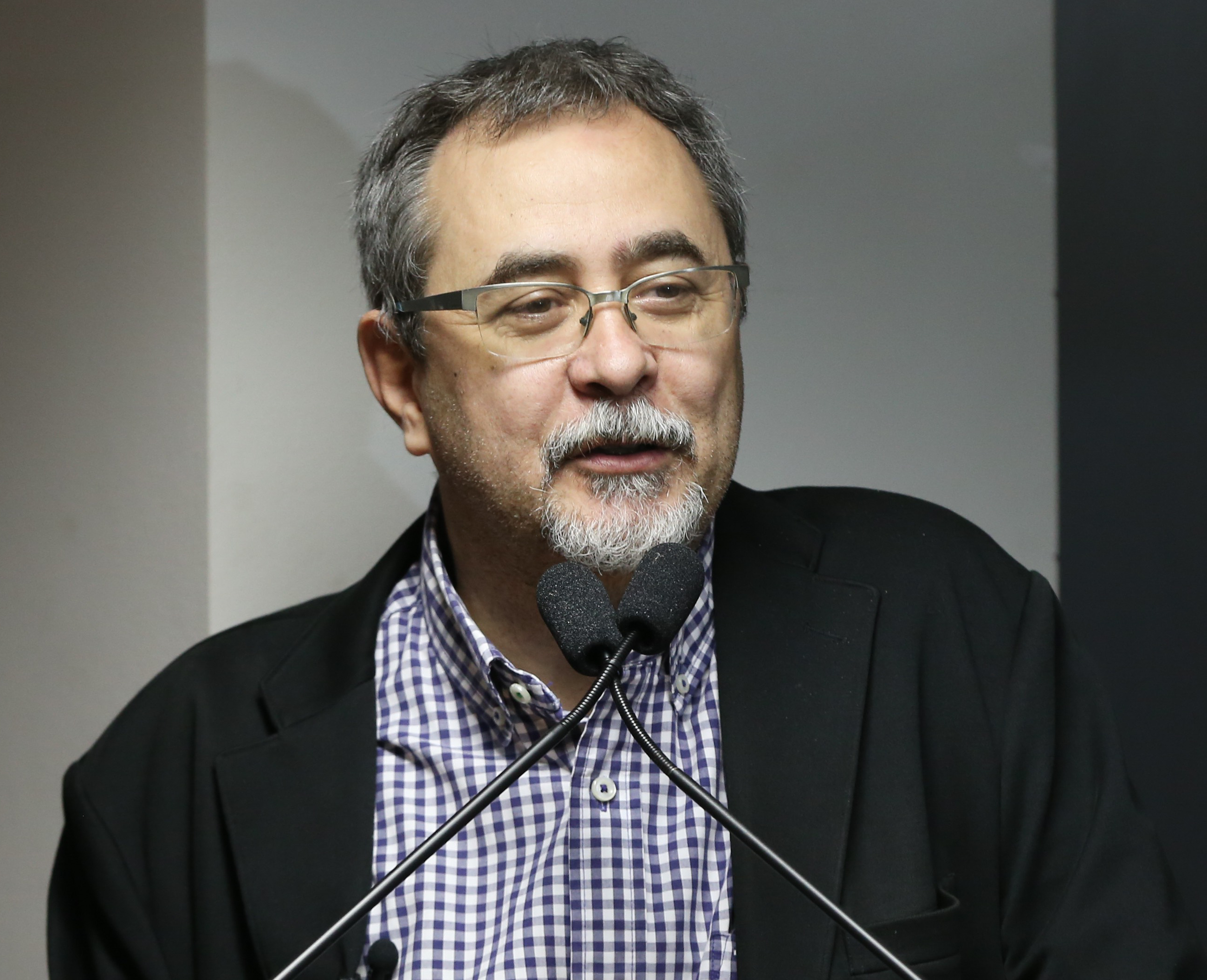
Alberto Cantalice, então vice-presidente do partido e autor da lista.

A Lista negra do PT, como ficou popularmente conhecida, se refere a um polêmico artigo escrito em junho de 2014 pelo então vice-presidente do Partido dos Trabalhadores, Alberto Cantalice, intitulado "A desmoralização dos pitbulls da grande mídia", contra os críticos dos governos do partido.
Cantalice cita nomes como os de Danilo Gentili, Marcelo Madureira, Lobão, Arnaldo Jabor, Reinaldo Azevedo, Diogo Mainardi, Guilherme Fiuza e Demétrio Magnoli como "pit bulls da mídia", chamando-os de elitistas e os acusando de serem contra os pobres e de fomentarem ódio.

## Contexto
A controvérsia ocorreu durante as eleições presidenciais do Brasil em 2014. Naquele ano, o Partido dos Trabalhadores (PT) estava no poder e a então presidente Dilma Rousseff estava concorrendo à reeleição.
Durante a campanha eleitoral, surgiram alegações de que algumas empresas estavam sendo favorecidas em contratos com o governo em troca de doações ilegais para a campanha do PT. Essas alegações foram reveladas em uma série de investigações relacionadas à Operação Lava Jato, que expôs um grande esquema de corrupção envolvendo a Petrobras e outras empresas estatais.
Em meio a essas alegações de corrupção, começou a circular uma suposta "lista negra" de empresas que supostamente haviam sido beneficiadas pelo governo do PT em troca de apoio financeiro para a campanha eleitoral de 2014.
A divulgação da "lista negra" gerou controvérsias e debates durante a campanha eleitoral, com opositores do PT usando-a para alegar corrupção e falta de transparência no governo. O PT negou qualquer irregularidade e alegou que as alegações eram politicamente motivadas.
No final das eleições de 2014, Dilma Rousseff foi reeleita, mas o escândalo de corrupção continuou a crescer nos anos seguintes, levando a investigações e prisões de importantes figuras políticas e empresariais no Brasil. A Operação Lava Jato teve um impacto significativo na política brasileira e na percepção da corrupção no país.

## Reações
Marcelo Madureira reagiu ao fato em vídeo publicado em seu canal no YouTube, afirmando que ele não é contra os pobres, como o partido acusou, mas que é contra o PT.
Reinaldo Azevedo publicou um artigo em seu blogue no site da revista Veja dizendo que processaria os responsáveis por este fato e que isso seria um caso para a Polícia Federal investigar.
Danilo Gentili, por sua vez, reagiu ao ocorrido em um post publicado em sua conta no Facebook, incluindo também links para as declarações de Madureira e Azevedo sobre o assunto.
A organização não governamental Repórteres sem Fronteiras condenou o partido por elaborar esta lista.